# Саркоптиформні кліщі
Саркоптиформні кліщі (Sarcoptiformes) — ряд кліщів надряду акариформних (Acariformes).

## Опис
Більшість представників ряду володіє клешнеподібними хеліцерами з міцними клішнями жувального типу.

## Спосіб життя
Живляться вони головним чином твердою рослинною їжею, а переходячи до паразитизму на хребетних тваринах, живляться шкірою, пір'ям, волоссям, виділеннями шкірних залоз.

## Класифікація
Ряд налічує понад 15000 видів, 230 родин у трьох підрядах:
- Astigmata
- Endeostigmata
- Oribatida